# Архитектура Древнего Рима
Архитектура Древнего Рима — утраченные, сохранившиеся и восстановленные частично или полностью постройки, созданные в период от VIII века до н. э. (основание города) до падения Западной Римской империи в V веке.
Первые крупные постройки производились по этрусскому примеру, возможно, даже этрусскими мастерами; поэтому Римская архитектура при самом своём зарождении усвоила в себе важнейшую форму этрусского зодчества — циркульную арку, то есть полукруглое каменное покрытие, перекинутое с одного устоя на другой, и сложенное так, что соприкасающиеся между собой стороны составляющих его отдельных камней расположены по направлению радиусов круга, удерживаются своим взаимным распором и передают общее давление тому и другому устою. Употребление этой архитектурной формы и происходящих от неё коробового свода, крестового свода и купола, неизвестных грекам, дало римлянам возможность придавать большое разнообразие их сооружениям, воздвигать огромные здания, сообщать крупный размер и простор внутренним помещениям и смело строить этаж над этажом.
Однако в целом римская архитектура испытала сильное влияние греческой архитектуры. В своих сооружениях римляне стремились подчеркнуть силу, мощь, величие, подавляющие человека. Для сооружений характерны монументальность, пышная отделка зданий, множество украшений, стремление к строгой симметрии, интерес к утилитарным сторонам архитектуры, к созданию преимущественно не храмовых комплексов, а зданий для практических нужд.

## Архитектурные ордера
Применение новых архитектурных форм потребовало коренного изменения подпор: для поддержки тяжёлых арок, сводов и куполов уже не годились колонны, служившие у греков для подпора сравнительно лёгких горизонтальных балок и потолков; надо было заменить их чем-либо более солидным, более способным выносить значительный груз. Римские зодчие почти прекращают употребление колонн для вышеназванной цели и прибегают, вместо них, к массивным стенам и пилястрам. Тем не менее они не совсем устраняют колонну из своей архитектуры, но она получает у них преимущественно декоративное значение, служит для маскирования наготы пилястр и сухости стенных поверхностей, хотя иногда, как например в портиках, ведущих в здание, в перистилях и т. п., продолжает употребляться так же, как и в Греции. Логический, рациональный смысл, который имела колонна у греков, в римском зодчестве если и не утрачивается, то сильно искажается; при этом и другие, обуславливаемые колонной мотивы теряют строгую осмысленность и соразмерность.
Что касается стиля колонн, то римляне не изобрели ничего своего по этой части: они взяли уже готовые греческие стили и только видоизменили их по своему вкусу. Таким образом, образовалось пять ордеров:
- тосканский,
- римско-дорический,
- римско-ионический,
- римско-коринфский,
- композитный,

Римско-дорический ордер не имеет почти ничего общего с греческим ордером того же названия. Он отличается прежде всего нарушением пропорций: колонна стала длиннее (высота относится к диаметру основания не как 5:1, а как 7:1); её фуст утрачивает припухлость (др.-греч. ἔντασις) и представляет собой прямой, сухой ствол, суживающийся кверху; сухость его тем заметнее, что колонна в основном оставалась без каннелюр, а если они и бывали на ней, то начинались только на ⅓ высоты фуста. Под капителью не имелось впалого канальца, опоясывающего фуст, а вместо того находилось выпуклое кольцо. Подушка капители не представлялась как бы придавленной от лежащей над колонной тяжести и имела жёсткий, сухой профиль. Абака стала более толстой и получила в верхней своей части род карниза. Колонна внизу, вместо того чтобы начинаться прямо фустом, опирается на валообразную базу, лежащую на четырёхугольном плинте. Наконец антаблемент стал гораздо более низким и лёгким.
Что касается ионического ордера, то он утратил у римлян в значительной степени благородное изящество, каким отличался у греков: его колонна нередко остаётся без каннелюр, а если они и покрывают её, то тянутся снизу до самых волют, сокращая орнаментацию под ними в маленькую полоску. Волюты не представляют тех изгибов, которые в греческом ионическом ордере придают им вид упругой подушки со свесившимися вниз и закрученными краями; передняя их пара соединяется с задней прямым валом, а в их спиральной форме есть что-то резкое, металлическое.
Оба этих ордера, дорический и ионический, казались римлянам, пристрастным к пышности и блеску, слишком простыми и бедными: поэтому они употребляли предпочтительно коринфский ордер, переделав его по-своему и сообщив ему большую роскошь. В капители коринфской колонны они увеличили число аканфовых листьев и придали им несколько иной вид, скруглив и закрутив их края; кроме того, для пущей нарядности, они примешивали к ним листья лавра и других растений, причём иногда отливали эти украшения капители из бронзы. Фуст римско-коринфской колонны состоял обыкновенно из гладкого, полированного гранитного или мраморного монолита, отличавшегося цветом от капители и базы, которые почти всегда бывали беломраморные. Случалось, что колонна была каннелирована; тогда желобков на ней было больше, чем в греко-коринфском ордере, и каждый из них до известной высоты был снабжён валиком (лат. rudentura), заполнявшим собой его углубление и смягчавшим выступы его рёбер. Коринфский антаблемент получил в Риме роскошную и разнообразную орнаментацию, какую только могла изобрести фантазия архитекторов: сильно выдающиеся вперёд полоски перлов и листьев, скульптурные гирлянды, фигуры людей и животных и т. п. Это обилие орнаментации в некоторых зданиях последней эпохи Римского искусства, превышало всякую меру, доходило до безвкусия.
Кроме того, римляне придумали ещё более пышный стиль, соединив в капители его колонн детали коринфской и ионической капителей, а именно поместив над аканфовыми листьями первой горизонтально лежащей волюты вторую. Таким образом появился стиль, которому присвоено название «римского» или «композита».
Произвольно переделывая архитектурные стили Греции, римляне не стеснялись и в применении их к делу. Так, например, для одного и того же здания они употребляли различные стили, причём дорический стиль обыкновенно являлся в нижнем этаже, ионический — во втором, коринфский или композит — в верхних этажах. Пользуясь колонной преимущественно как элементом декоративным, они не соблюдали греческого принципа равных, определённых промежутков между колоннами (др.-греч. μεσοστύλιον) и группировали их по две, по три, одна подле другой; если колонна казалась слишком длинной для данного места, её укорачивали и помещали под её базой пьедестал, выступающий из стены; коль скоро находили её слишком короткой, делали над её антаблементом опять-таки выступ стены, в виде пилястры, и ряд таких выступов образовывал над рядом колонн полосу так называемого «аттика», в котором означенные выступы служили подножием поставленных тут статуй. Не менее свободно обращались римляне и с другими формами греческого зодчества. Удержав треугольные фронтоны, они придали им большую высоту и употребляли их — равно как и декорирование колоннами — не только снаружи, но и внутри здания; кассетоны, появившиеся в греческой архитектуре, как естественное следствие устройства плоского потолка из толстых, пересекающихся под прямым углом балок и из более лёгкой настилки над ними, стали употребляться совершенно нерационально, единственно с декоративной целью, на сводах арок и куполов.

## Этапы развития римской архитектуры

### Первый период
Историю римской архитектуры можно разделить на четыре периода. Первый из них охватывает собой время от основания Рима, до середины II в. до н. э. Это время ещё бедно постройками, да и те, которые возникали тогда, имели чисто этрусский характер. Большинство сооружений в начальную пору существования римского государства предпринималось в видах общественной пользы. Таковы были каналы для ассенизации города, с главным туннелем — Большой Клоакой, переносившей воду и нечистоты из низменных частей Рима в Тибр, прекрасные дороги, между прочим Аппиева дорога, великолепно вымощенная большими, плотно пригнанными камнями, акведуки, Мамертинская тюрьма и первые базилики.

### Второй период
Полное своё развитие тип базилики получил во втором периоде римской архитектуры, в котором греческое влияние, ещё перед тем начавшее проникать в неё, отразилось на ней уже очень сильно. Этот период, продолжающийся с середины II в. до падения республиканского правления (то есть до 31 г. до н. э.), ознаменован, кроме того, появлением в Риме первых мраморных храмов, тогда как прежде храмы строились из местных вулканических пород камня, пиперина и травертина; вместе с тем, подобные здания, и по плану, и по конструкции, стали больше походить на греческие, хотя и постоянно сохраняли  некоторые отличия от них.
Римский храм этой и последующих эпох обыкновенно представлял собой одну целлу продолговатой, четырёхугольной формы, стоявшую на высоком фундаменте, и к которой вела лестница только с одной, короткой, лицевой стороны. Поднявшись по этой лестнице, попадаешь в портик с колоннами, в глубине которого находится дверь, ведущая в целлу, получающую освещение только через эту дверь, когда она открыта.
Иногда колонны украшали только портик храма (простиль); иногда рядом бывали обставлены и боковые стороны целлы (род периптера), но их не имелось с задней стороны; иногда, вместо настоящих колонн, употреблялись полуколонны, выступающие из стен целлы (род псевдопериптера). Крыша здания всегда была двускатная, с треугольным фронтоном над портиком.
Наряду с подобными святилищами греческого типа, римляне сооружали, в честь некоторых божеств, круглые храмы, составляющие их собственное изобретение, вводя в них, однако, многие греческие элементы.
Из храмов, относящихся к рассматриваемому периоду, можно указать на сохранившиеся до известной степени Храм Портуна — псевдопериптер с портиком тяжёлого ионического стиля и на круглый храм Весты, обставленный 20 колоннами ещё не вполне выработавшегося римско-коринфского стиля, с низкой конусообразной крышей из мраморных черепиц.
В числе сооружений нерелигиозного характера этого же периода заслуживают внимания в особенности:
- Табуларий (лат. Tabularium) — здание значительного размера, построенное в 78 году до н. э. для помещения государственного архива и выходившее на форум фасадом, который представлял 11 аркад с дорическими колоннами;
- трёхъярусный деревянный театр М. Скавра (58 г до н. э.), вмещавший в себе до 80 000 зрителей и украшенный 360 мраморными колоннами и множеством бронзовых статуй,
- первый каменный театр, возведённый в 55 г. до н. э. на Марсовом поле и увенчанный на вершине своих градин (зрительных скамей) храмом Венеры Победительницы (Venus Victrix).

Все эти здания исчезли, точно так же, как следовавшие за ними постройки Юлия Цезаря: форум с храмом Венеры Родительницы (Venus Genitrix), колоссальный каменный амфитеатр, над которым растягивался шёлковый покров (velum) для защиты зрителей от солнечных лучей, базилика Юлия и каменный театр, оконченный при Августе, который назвал его, в честь своего зятя, театром Марцелла. Недавние исследования с применением 3D-моделирования показали, что уникальное расположение его сцены (в сторону северо-востока, в отличие от других театральных площадок Рима, которые обычно смотрят на запад) было не случайным. Архитекторы Августа специально строили театр с расчетом на утренние торжества, чтобы избежать жаркого летнего солнца, которое в это время светило на сцену, а не на зрителей.

### Третий период
Третий, самый блестящий период истории Римского зодчества начинается со времени захвата Августом полновластия над республикой и продолжается до смерти императора Адриана, то есть до 138 года нашей эры.
В это время римляне начинают широко применять бетон. Появляются новые типы зданий, например базилики, где совершались торговые сделки и вершился суд, цирки, где происходили соревнования колесниц, библиотеки, места для игр, для прогулок, окруженные парком. Возникает новый тип монументального сооружения — триумфальная арка. Совершенствование техники арочного строительства способствует активному возведению акведуков, мостов. Типично римскими, однако, являются изобилующие скульптурными изображениями триумфальные арки и колонны, возведенные в честь имперских побед и завоеваний. Ещё более впечатляет римское инженерное мастерство при строительстве дорог, мостов, акведуков, канализаций и укреплений.
Римское искусство уступало греческому искусству в изяществе пропорций, но не в техническом мастерстве. К этому периоду относится сооружение двух самых известных римских памятников: Колизея (самого большого амфитеатра античного мира) — одного из многих грандиозных сооружений, воздвигнутых римлянами по всей империи, а также Пантеона, храма во имя всех богов. Стены, потолки и полы общественных зданий, а также дворцов императоров и богатых домов частных лиц украшались росписью или мозаикой. В архитектуре римлянам также недоставало греческого чувства стиля и вкуса, но они были более искусны с технической точки зрения в сооружении арок, сводов и куполов. Строительство велось в огромных траншеях, поскольку обширная империя нуждалась в поражающих воображение общественных зданиях.
Римляне восхищались греческим искусством и подражали ему, расширив его влияние на запад и север Европы. Многие греческие архитекторы известны нам благодаря римлянам, которые заказывали себе копии, пережившие в итоге свои оригиналы. Римские мастера значительно уступали грекам, но у них была собственная глубоко реалистичная скульптурная традиция, шедшая, вероятно, от манеры исполнения портретных бюстов предков, которые римляне хранили в своих домах не в качестве произведений искусства, а информации о том, как выглядели их праотцы. Простота и в то же время яркая индивидуальность римского портретного искусства делают его очень привлекательным.
В течение этого периода все прежде наметившиеся типы зданий приходят в полное развитие, достигают удивительной величественности, высшего изящества и поразительной роскоши, хотя в их формы и детали прокрадываются элементы, занесённые с Востока и Египта.
Август довершил многие архитектурные предприятия предшествовавшего времени и с пышностью восстановил в Риме 82 храма, запущенных и полуразвалившихся. Исполняя свой обет, данный в битве при Акциуме, он соорудил обширный форум своего имени с великолепным храмом в честь Марса-Мстителя. Уцелевшие остатки зданий этого форума — три коринфские колонны, часть стены храмовой целлы и несколько плафонных кассетонов — могут считаться прекраснейшими остатками Римской архитектуры. Ещё более замечательный и притом несравненно лучше сохранившийся её памятник представляет собой выстроенный в 126 г. н. э. Пантеон. Август, ещё при своей жизни, воздвиг себе надгробный мавзолей, от которого остались теперь только груды камня — гигантский памятник, занимавший на Марсовом Поле площадь в 3400 м² и состоявший из нескольких уступов, возвышавшихся один над другим и усаженных деревьями; на его вершине стояла колоссальная бронзовая статуя императора. Не довольствуясь постройками в самом Риме, о котором он с полным правом мог говорить, что «принял этот город кирпичным, а оставил мраморным», Август наделил многие другие места империи более или менее изящными зданиями, каковы, например, храм Августа и Ромы в Пуле (в Истрии), прекрасно сохранившийся храм Мезон Карре в Ниме, триумфальные ворота в Римини, Сузе, Аосте и т. п.
После смерти Августа строительные предприятия в Риме на некоторое время уменьшились; тем не менее Тиберий начал сооружать храм Кастора и Поллукса, впоследствии довершенный Калигулой; бедные остатки этого некогда красивого и пышного здания — три колонны с частью его основания и их антаблемента — стоят теперь в южной части форума. Клавдий построил акведук своего имени, доставлявший в Рим воду реки Анио с Сабинских гор — громадное сооружение длиной более 10 км, тянущееся через римскую Кампанию и состоящее из обширных арок, поддерживающих канал, по которому неслась вода. Нерон, после известного пожара Рима, на его дымящихся развалинах построил «Золотой дом», который должен был превзойти великолепием все, что было создано до той поры архитектурой и декоративным искусством; это гордое здание после смерти тирана было разрушено негодовавшим на него народом.
После воцарения Флавиев, архитектурная деятельность снова усилилась, и императоры этой фамилии наделили Рим и его провинции множеством зданий, не уступающих своими размерами появившимся в эпоху Августа, и даже превосходящими их в отношении роскоши. Веспасиан начал сооружать в вечном городе храм Марса и знаменитый Колизей, оконченный в 70 г н. э. Титом. Кроме Колизея, из построек этого государя важнейшими были термы его имени и дворец, возведённый им для себя. При Домициане Рим украсился триумфальными воротами, увековечивавшими память о победах Тита над иудеями и о разорении им Иерусалима — сооружением, любопытным в особенности потому, что в нём мы впервые видим совершенно определившийся, характеристичный тип римских триумфальных арок, которые строились и раньше, но не с такой соразмерностью частей и с меньшим убранством, а также потому, что полуколонны, украшающие собой эти ворота, представляют первый известный пример капителей стиля композита. Сверх того, Домициан начал строить новый форум (лат. Forum Transitorium), заключавшийся между Forum Romanum и Августовым и оконченный Нервой, который назвал его своим именем.
Траян соорудил другой форум, своей величиной и роскошью превосходивший все существовавшие до того времени. Любимый архитектор императора — Аполлодор Дамасский — поместил в середине этого форума обширную базилику (basilica Ulpia) о девяти нефах и громадную, уцелевшую доныне колонну в честь Траяна, с обвивающим её барельефным изображением эпизодов его похода против даков. Кроме входных ворот в тот же форум, были воздвигнуты на нём ещё другие, из дорогого пентелийского мрамора, но они были впоследствии разрушены и их материал употреблён на триумфальную арку императора Константина. Не ограничиваясь Римом, Траян украсил роскошными сооружениями многие другие города, причём в большинстве случаев пользовался услугами того же Аполлодора; особенно много произведено построек для общественной пользы на родине императора, в Испании.
Римская архитектура ещё более оживилась в царствование Адриана, который не только был горячий любитель искусства, но и сам занимался им в часы досуга. Он обогатил Рим таким множеством новых зданий, что заслужил прозвание его Восстановителя (Restitutor). Наиболее важные между ними — храм Венеры и Ромы, стоявший как раз против Колизея — самый большой из бывших в городе, огромный псевдопериптер с двумя целлами, прислонёнными одна к другой, и с обширным портиком, и мавзолей Адриана, начатый постройкой при нём самом и оконченный при его преемнике, — сооружение, называвшееся, вследствие своей громадности, «Moles Hadriani» и представлявшее два цилиндрических этажа, возвышавшихся на четырёхугольном основании и обставленных колоннами; оно было сложено из травертина, облицовано мрамором и увенчивалось куполом, на вершине которого стояла бронзовая колесница с фигурой едущего в ней императора или, быть может, кедровая шишка. Мавзолей Адриана ещё при Гонории был превращён в крепость, лишился потом своей мраморной отделки и верхнего этажа и, наконец, стал нынешним Замком св. Ангела. К постройкам Адриана принадлежат также великолепный мост, перекинутый через Тибр против мавзолея, и находившийся поблизости оттуда большой цирк, исчезнувший бесследно. Неподалёку от Рима, в Тибуре (Тиволи), построена императором по собственным его планам роскошная вилла, в которой были воспроизведены в миниатюрном виде лучшие памятники греческого и египетского зодчества. Из сооружений Адриана в провинциях, особенно многочисленны были произведённые в Афинах, которым он, будучи поклонником греческой образованности, хотел возвратить прежний блеск. Там его заботами довершен храм Олимпийского Зевса, начатый ещё при Писистрате, воздвигнуты храм Зевса и Геры, несколько других храмов, гимназий, портики, базилика, театр у подножия акрополя, проведены каналы, дороги, словом, возник новый город, соединявшийся со старым воротами, сохранившимися до наших дней. Относительно архитектурного стиля эпохи Адриана, должно заметить, что он лишён оригинальности, ограничивается более или менее удачным сочетанием в себе разных элементов, выработанных в цветущую пору античного искусства, — стиль холодно-эклектический, так сказать, академический, но, при сильном стремлении своём к монументальности и пышности, все ещё отличающийся стройностью и изяществом.

### Четвёртый период
После Адриана римское зодчество быстро клонится к упадку, вдаётся в вычурность мотивов, излишество украшений, в смешение самых разнородных форм и в иррациональность их употребления. Наступает четвёртый, последний период истории римской архитектуры, продолжающийся до окончательной победы христианства над язычеством (с 138 по 300 гг.). И в это время, каждый император старается оставить о себе память каким-либо значительным сооружением. Антонин Благочестивый строит в Риме храм Антонина и Фаустины; Марк Аврелий — колонну своего имени по образцу Траяновой; Септимий Север — тяжёлые, обременённые архитектурными и скульптурными украшениями триумфальные ворота в подражание арке Тита, а также небольшой, но гармоничный по пропорциям и благородно-красивый по деталям храм Весты в Тиволи. Каракалла наделяет Рим необычайно обширными и роскошными общественными банями, Аврелиан — колоссальным храмом Солнца. При Диоклетиане построены термы, ещё более вместительные и великолепные, чем бани Каракаллы, но представлявшие собой, по конструкции и расположению, только сколок с них. Не менее колоссален был сооружённый этим императором в Спалато (в Далмации) дворец, из камней которого выстроена впоследствии значительная часть этого города.
Важнейшими постройками Константина Великого в старой столице его империи были триумфальные ворота, имеющие три пролёта и украшенные скульптурными рельефами, взятыми с ворот Траяна, и базилика, основание которой было, впрочем, положено ещё Максенцием, — последний прекрасный памятник римской архитектуры, способный выдержать сравнение с наилучшими созданиями её цветущей поры. То было величественное здание о трёх нефах внутри, стройное по пропорциональности своих частей, роскошно отделанное, благородное, хотя в его деталях уже проявились признаки упадка искусства.
Чем дальше, тем сильнее проникали в последнее восточные влияния, стремление к напыщенности и изысканности, заглушавшее предания классической эпохи. Особенно красноречиво свидетельствуют о том сооружения, появившиеся при последних императорах в таких отдалённых краях их владений, как Сирия и Аравия: впалые или вздутые поверхности, капризно изгибающиеся или ломающиеся линии, изобилие украшений нередко вычурных, фантастичность форм, — таковы главные черты этой римско-восточной архитектуры. Некоторые из её произведений до сей поры удивляют своими размерами, массой употреблённого на них дорогого материала, техническим мастерством своей конструкции, но также и причудливым нарушением стильности. Таковы, например, остатки храма Ваала в Гелиополе (Баальбек), развалины храмов и колоннад в Пальмире, уцелевшие фасады погребальных пещер в местности Петры, некогда цветущего города Каменистой Аравии и некоторые др.